# Њешка Горјуп
Њешка Горјуп је била југословенска и словеначка филмска и позоришна глумица. 

## Улоге
|                   | 1950 | Укупно |
| ----------------- | ---- | ------ |
| Дугометражни филм | 3    | 3      |

| Год.  | Назив            | Улога \|- style="background: Lavender; text-align:center; " | 1950.е_ | 1950.е_ | 1950.е_ | 1950.е_ |
| 1952. | Свет на Кајжарју | Рајховца                                                    |         |         |         |         |
| 1953. | Скоројевићи      | Дама с кишобраном                                           |         |         |         |         |
| 1955. | Тренуци одлуке   | /                                                           |         |         |         |         |